# Prefectura apostólica de Jiangzhou
La prefectura apostólica de Jiangzhou, de Kiangchow o de  Xinjiang (en latín: Praefectura Apostolica Kiangchovensis y en chino: 天主教绛州监牧区) es una circunscripción eclesiástica de la Iglesia católica en China. Se trata de una prefectura apostólica latina, inmediatamente sujeta a la Santa Sede. Desde el 10 de mayo de 2022 es sede vacante, aunque para el Anuario Pontificio lo es desde 1983. La Asociación Patriótica Católica China la renombró diócesis de Yuncheng el 15 de julio de 1982, sin el asentimiento de la Santa Sede.

## Territorio y organización
La prefectura apostólica tiene 17 000 km² y extiende su jurisdicción sobre los fieles católicos de rito latino residentes en aproximadamente el territorio de la ciudad prefectura de Yuncheng en la provincia de Shanxi.
La sede de la prefectura apostólica se encuentra en el condado de Xinjiang (o Jiangzhou) en la ciudad prefectura de Yuncheng, en donde se halla la Catedral de Santa Ana.
En 1949 en la prefectura apostólica existían 5 parroquias.

## Historia
La prefectura apostólica de Jiangzhou (Xinjiang o Kiangchow) fue erigida el 25 de mayo de 1936 mediante la bula Ad Christi Evangelium del papa Pío XI, obteniendo el territorio del vicariato apostólico de Luanfu (hoy diócesis de Lu'an).
El 28 de diciembre de 1947 el Partido Comunista de China capturó Yuncheng, se impuso en la guerra civil y proclamó la República Popular China el 1 de octubre de 1949. El 4 de septiembre de 1951 China comunista expulsó al nuncio apostólico Antonio Riberi y la Santa Sede continuó reconociendo a la República de China en Taiwán como el legítimo gobierno chino. Todos los misioneros extranjeros fueron expulsados de China comunista desde 1952, entre ellos el prefecto apostólico, presbítero Quintinus Pessers.
La Asociación Patriótica Católica China fue creada con el apoyo de la Oficina de Asuntos Religiosos de la República Popular de China en 1957, con el objetivo de controlar las actividades de los católicos en China. Su nombre público es Iglesia católica china y es referida como la "Iglesia oficial" en contraposición a la "Iglesia subterránea" o "Iglesia clandestina" leal a la Santa Sede.
En el período de 1966 a 1976 la Revolución Cultural se ensañó especialmente contra la religión, destruyéndose numerosas iglesias y cesaron todas las actividades religiosas en la diócesis. A principios de la década de 1980 la diócesis reanudó sus operaciones.
La Asociación Patriótica Católica China la renombró diócesis de Yuncheng el 15 de julio de 1982, sin el asentimiento de la Santa Sede.
En 2006 murieron dos obispos de la prefectura: Agustín Zheng Shouduo, obispo desde 1982 y fallecido el 16 de julio de 2006, y su sucesor Giosafat Li Hongguang, ordenado obispo coadjutor en 1996 y fallecido el 13 de diciembre de 2006. El 21 de septiembre de 2010 el sacerdote Peter Wu Junwei fue ordenado nuevo obispo del distrito eclesiástico.
El 22 de septiembre de 2018 se firmó en Pekín el Acuerdo provisional entre la Santa Sede y la República Popular de China sobre el nombramiento de los obispos. El 22 de octubre de 2020 el acuerdo fue prorrogado por otros dos años y en octubre de 2022 por otros dos años más.
Debido a la situación particular de la Iglesia católica en China, la Santa Sede no nombra obispos para las diócesis chinas, que son sedes oficialmente vacantes incluso en presencia de obispos reconocidos por Roma.

## Estadísticas
Según el Anuario Pontificio 2002 la prefectura apostólica tenía a fines de 1949 un total de 7546 fieles bautizados.
| Año                                                                             | Población            | Población | Población      | Sacerdotes | Sacerdotes    | Sacerdotes    | Bautizados por sacerdote | Diáconos permanentes | Religiosos | Religiosos | Parroquias |
| Año                                                                             | Bautizados católicos | Total     | % de católicos | Total      | Clero secular | Clero regular | Bautizados por sacerdote | Diáconos permanentes | Varones    | Mujeres    | Parroquias |
| ------------------------------------------------------------------------------- | -------------------- | --------- | -------------- | ---------- | ------------- | ------------- | ------------------------ | -------------------- | ---------- | ---------- | ---------- |
| 1949                                                                            | 7546                 | 2 000     | 0.4            | 14         | 3             | 11            | 539                      |                      |            | 14         | 5          |
| Fuente: Catholic-Hierarchy, que a su vez toma los datos del Anuario Pontificio. |                      |           |                |            |               |               |                          |                      |            |            |            |

Según la Agencia Fides, en 2007 «la prefectura apostólica cuenta hoy en día hay más de 10 000 católicos, en su mayoría agricultores, repartidos en 17 condados en una superficie de 17 000 km²: hay 29 sacerdotes y unas cuarenta monjas de la congregación diocesana "Pu Zhao".

## Episcopologio
- Quintinus Pessers, O.F.M. † (4 de diciembre de 1936-1983 falleció)
  - Sede vacante
  - Agostino Zheng Shouduo † (23 de septiembre de 1982 consagrado-16 de julio de 2006 falleció)[nota 1]
  - Giosafat Li Hongguang † (16 de julio de 2006 por sucesión-13 de diciembre de 2006 falleció)[nota 2]
  - Pietro Wu Junwei † (21 de septiembre de 2010 consagrado-10 de mayo de 2022 falleció)[nota 3]